# Pápa
Pápa là một thành phố thuộc hạt Veszprém, Hungary. Thành phố này có diện tích 91,68 km², dân số năm 2010 là 32583 người, mật độ 355 người/km².